# 마리오 킨델란
마리오 세사르 킨델란 메사(스페인어: Mario César Kindelán Mesa, 1971년 8월 10일~)는 쿠바의 은퇴한 권투 선수이다. 2000년과 2004년 하계 올림픽 라이트급 우승을 달성했다. 그의 사촌인 오레스테스는 야구 선수로 활동했다.